# 查藏错
查藏错（藏語：ཁྲ་གཙང་མཚོ།，威利转写：khra gtsang mtsho，THL：Tratsang Tso）位于中国西藏自治区那曲市申扎县境内，地处申扎县南部。湖面海拔4828米，面积17.8平方公里。湖区年均气温0～2℃，年均降水量300～400毫米。湖水主要依靠地表径流补给，集水区面积543平方公里。